# Lillian Nakate
Lillian Nakate Segujja, (sinh ngày 11 tháng 8 năm 1978), thường được gọi là Lillian Nakate, là một kỹ sư xây dựng và chính trị gia người Uganda. Bà đóng vai trò như các thành viên của Quốc hội đại diện cho Cử tri nữ Quận Luweero' trong Quốc hội lần thứ 10 (2016-2021).

## Bối cảnh và giáo dục
Bà sinh ra ở Wobulenzi, quận Luweero, ở khu vực miền Trung của Nhật Bản, vào ngày 11 tháng 8 năm 1978. Cha mẹ của bà là Seg Segja và Annet Segujja. Bà theo học trường phụ huynh Wobulenzi để học tiểu học và đã học nhiều trường học cho giáo dục trung học của mình, bao gồm Trường trung học Saint John ở Nandere, Quận Luweero, Trường Trung học Học viện Mulusa, ở Wobulenzi, hoàn thành tại Trường Trung học Luteete ở Bamunanika, nơi cô dự thi O-Level. Sau đó, cô quay trở lại Học viện Mulusa để học A-Level.
Bà đăng ký học tại Đại học Bách khoa Kyambogo, sau này trở thành thành viên của Đại học Kyambogo, nơi bà theo học Văn bằng Dự thảo Kiến trúc, tốt nghiệp năm 2000. Năm 2007, Nakate tốt nghiệp Đại học Makerere, trường đại học công lập lớn nhất và lâu đời nhất ở Uganda, với bằng Cử nhân Khoa học (BSc) về Kỹ thuật Xây dựng. Bà theo học với bằng Thạc sĩ Khoa học (MSc) trong cùng lĩnh vực, tại cùng một trường đại học, tốt nghiệp năm 2011. Bà cũng có chứng chỉ về lập kế hoạch và quản lý dự án, được trao bởi Viện thống kê và kinh tế ứng dụng tại Đại học Makerere, năm 2008. Chứng chỉ Quản lý Tài chính và Kinh doanh Xây dựng Đường bộ của cô đã được trao tặng vào năm 2013, bởi Trường Kinh doanh Multitech ở Kampala, thủ đô của Uganda.

## Kinh nghiệm làm việc
Công việc đầu tiên của Nakate là một người vẽ phác thảo và thư ký trang web tại văn phòng ở Kampala, của Tectura International Planners, Architects and Project Manager, nơi bà làm việc trong một năm, từ 2000 đến 2001. Sau đó, bà làm Trợ lý Kỹ sư cho Chính quyền Địa phương huyện Luweero trong thời gian 5 năm, từ 2001 đến 2006. Năm 2007, cô được bổ nhiệm làm Kỹ sư thị trấn cho Hội đồng thị trấn Wobulenzi, phục vụ trong vị trí này trong bốn năm tiếp theo. Trong thời gian đó, Nakate đồng thời làm quyền Kỹ sư cho Quận Luweero.

## Gia đình
Lillian Nakate đã kết hôn  là mẹ của ba con, bao gồm một cặp song sinh, sinh khoảng năm 2007 và một người con sinh ra một năm sau đó.